# UFO (film, 2018)
Az UFO 2018-as amerikai sci-fi film, melyet Ryan Eslinger írt és rendezett. A film két főszereplője Alex Sharp és Gillian Anderson. A filmben Derek Echevaro matematikushallgató megpróbálja bizonyítani a földönkívüliek létezését. Ebben barátai és a matematikatanára, Hendricks professzor is segítségére van.

## Történet
Derek Echevaro úgy gondolja, hogy gyermekkorában egy ufójelenségnek volt szemtanúja. Egy 2017-es ufóészlelés után Derek megpróbálja bizonyítani, hogy az ufók léteznek, és földönkívüli eredetűek. Dereknek segítséget nyújtanak barátai, Natalie és Lee, valamint Hendricks professzor, a hallgatók matematikatanára (algebrát tanított a filmben).
Ennek során a főszereplő rájön az ufó(k) által küldött üzenetben olvasható matematikai fejtörő megoldására, majd a fejtörő megoldásából megismert segítséggel elmegy, hogy ismét láthassa az ufót. Amint ez megtörtént, amerikai kormányerők szinte azonnal elfogják. Ezt követően Derek az egyik UFO-ügyi megbízottól megtudja, hogy már korábban is feltételezték az idegen létformák létezését és megoldottak néhány, általuk küldött fejtörőt, azonban most egy jóval nehezebb fejtörőt kaptak, amelynek megoldásában ő is segíthet.

## Szereplők
| Szerep                      | Színész          | Magyar hang               |
| --------------------------- | ---------------- | ------------------------- |
| Derek Echevaro              | Alex Sharp       | Márkus Sándor             |
| Hendricks professzor        | Gillian Anderson | Náray Erika               |
| Natalie                     | Ella Purnell     | Gáspár Kata               |
| Franklin Ahls               | David Strathairn | Mertz Tibor               |
| Lee                         | Benjamin Beatty  | Rada Bálint               |
| Cecelia Abbey (fiatal lány) | Cece Abbey       |                           |
| Dave Ellison                | Ken Early        | Sarádi Zsolt              |
| Roland Junger               | Brian Bowman     | Bognár Tamás (színművész) |

## Fordítás
Ez a szócikk részben vagy egészben  az   UFO (2018 film) című angol Wikipédia-szócikk ezen változatának fordításán alapul.  Az eredeti cikk szerkesztőit annak laptörténete sorolja fel. Ez a jelzés csupán a megfogalmazás eredetét és a szerzői jogokat jelzi, nem szolgál a cikkben szereplő információk forrásmegjelöléseként.